# نیک دادمن
نیک دادمن (به انگلیسی: Nick Dudman) یک چهره‌پرداز و طراح موجودات برای فیلم‌های سینمایی است.
دادمن و تیمش چهره‌پردازیش، موجودات متحرک در فیلم‌های هری پاتر را خلق کرده‌اند و نامزدی جایزه بفتا را برای شش فیلم از هشت فیلم این مجموعه به دست آورده‌اند. او همچنین نامزد دریافت جایزه اسکار شد.